# Кузьмин, Анастасий Дмитриевич
Анастасий Дмитриевич Кузьмин — декабрист, поручик, командир 5-й мушкетерской роты Черниговского пехотного полка. Один из активных членов Общества соединённых славян. Сторонник решительного вооружённого выступления для достижения его целей. Участник восстания Черниговского пехотного полка. Посмертно по указанию императора подвергнут символическому повешению.

## Биография

### Начало службы
Образование получил в Санкт-Петербурге во 2-м кадетском корпусе. В 1817 году выпущен в армию в звании прапорщика. 23 мая 1822 года был произведён в поручики. Командовал 5-й мушкетерской ротой Черниговского пехотного полка.
Характерный эпизод, связанный со службой Кузьмина в должности командира роты и повлиявший на его мировоззрение, описал в своих воспоминаниях М. И. Муравьёв-Апостол, который в 1823 году проезжал к брату С. И. Муравьёву-Апостолу в Васильков. Обратив внимание на то, что на плацу унтер-офицеры учебной команды Черниговского пехотного полка не выпускали из рук «палки, концы которых измочалились от побоев», он подозвал к себе Кузьмина, заведующего учебной командой, напомнил ему о запрете при обучении бить солдат и приказал бросить палки со словами: «Стыдитесь, господин офицер, доставлять польским панам потешное зрелище: показывать им, как умеют обращаться с их победителями». При очередном визите к брату в 1824 году он застал у него Кузьмина, который был благодарен за урок, открывший ему «всю гнусность телесного наказания». С. И. Муравьёв-Апостол говорил, что Кузьмин вскоре после этого «вступил в солдатскую артель своей роты и что живёт с нею, как в родной семье».

### В тайном обществе
На следствии по делу о злоумышленных обществах многие декабристы дали показания о членстве Кузьмина в Обществе соединённых славян, которое планировало бороться против деспотизма в России, чтобы «уравнять положение каждого» и «ввести конституцию».
Кузьмин и сам привлекал в общество новых членов: поручиков Черниговского полка А. И. Шахирева и И. И. Сухинова, поручика Полтавского полка А. В. Усовского, чиновника-комиссионера И. И. Иванова.
Рядовому Игнатию Ракузе, выпускнику 1-го кадетского корпуса, служившему ранее офицером в гвардейском Семёновском полку и разжалованному в солдаты с лишением дворянства «за грубость и дерзость противу начальства», Кузьмин говорил, что за отказ присоединиться к заговорщикам «…тебя нужно застрелить, потому что ты не хочешь делать добро».
Историк П. В. Ильин считал, что Кузьмин мог участвовать в установлении связей между членами Общества соединённых славян и Васильковской управой Южного общества. Во время совещаний и дискуссий об их взаимодействии в армейском лагере у села Лещин летом 1825 года Кузьмин заявлял С. И. Муравьёву-Апостолу: «Черниговский полк не ваш и не вам принадлежит! Я завтра взбунтую не только полк, но и целую дивизию… Не думайте же, господин подполковник, что я и мои товарищи пришли просить у вас позволения быть патриотами».
Решительность, как отличительную черту характера Кузьмина, отмечали М. П. Бестужев-Рюмин и И. И. Горбачевский.
М. П. Бестужев-Рюмин полагался на решительность Кузьмина при обсуждении плана посягнуть на жизнь императора Александра I в случае присутствия его на смотре 3-го пехотного корпуса в конце лета 1825 года в Белой Церкви. Имя Кузьмина было названо им в числе заговорщиков — офицеров, «готовых с радостью собою жертвовать» и давших «клятвенное обещание в неизменном исполнении возложенного на них поручения»

В материалах следствия приводится содержание клятвы, предложенной  М. П. Бестужевым-Рюминым и данной 12 сентября 1825 года членами Общества соединённых славян перед святым образом, в том, что они готовы не щадя своей жизни действовать для достижения принятой цели, не оставлять до того  военную службу, хранить в тайне намерение цареубийства «и не отказываться, ежели будет предложено совершить оное». Клятва заканчивалась словами:
«Смерть тому, кто изменит, да истребится мечом тот, кто откроет тайну общества, а кто откажется тому десять пуль  лоб».

Кузьмин, рассчитывая на доверие солдат к себе, был уверен, что его рота будет готова к возмущению «в один час» и не считал нужным объявлять нижним чинам истинные цели тайного общества до того момента, пока не потребовалось бы их участие в событиях. Но установление в сентябре 1825 года тесных связей с Южным обществом и общее намерение начать мятежное выступление 3-го корпуса, уверили его,

что существование самовластия в России приходит уже к концу. Не посоветовавшись ни с кем из своих сочленов, этот пылкий человек собрал роту и объявил преданным своим солдатам о замышляемом перевороте; в коротких словах изъяснил им причину, цель и средства достигнуть оного. Получив от подчиненных согласие и клятву умереть с ним для блага отечества, он с радостным лицом явился в собрание и торжественно объявил, что его рота готова и ожидает только приказания идти.

Когда после неудачного восстания в Петербурге жандармами были изъяты бумаги Южного общества, М. П. Бестужев-Рюмин, не дожидаясь арестов и крушения намеченных планов, предлагал Кузьмину и ещё нескольким офицерам поехать с ним в Петербург «для покушения на жизнь ныне царствующего Государя» — нового императора Николая I, но 27 декабря его предложение не было поддержано С. И. Муравьёвым-Апостолом.
28 декабря братья С. И. и М. И. Муравьёвы-Апостолы, уже знавшие о полученном из Петербурга приказе об их аресте, приехали в деревню Трилесы и остановились в ротном дворе 5-й роты. Оттуда нарочный доставил записку ротному командиру Кузьмину, находившемуся со своей ротой в Василькове:

Анастасий Дмитриевич!

Я приехал в Трилесы и остановился на Вашей квартире. Приезжайте и скажите барону Соловьеву, Щепилле и Сухинову, чтобы они тоже приехали как можно скорее в Трилесы.

Ваш Сергей Муравьев.

После того, как приехавшие утром 29 декабря Кузьмин и М. А. Щепилло с применением отобранного у часовых оружия освободили братьев, арестованных к тому времени командиром Черниговского полка Г. И. Гебелем, С. И. Муравьёв решился поднять полк на восстание. Он поручил Кузьмину собрать подчинённых и с первой восставшей ротой идти в деревню Ковалёвка на соединение со 2-й гренадерской ротой. Кузьмин сожалел, что, не предполагая такого развития событий, отпустил «самых лучших людей в отпуск».
30 декабря в Ковалёвке С. И. Муравьёв-Апостол объявил восставшим ротам, «что от них теперь зависит быть счастливым или нет». Вскоре к ним присоединились ещё 4 роты Черниговского полка. С. И. Муравьёв-Апостол, пытавшийся привлечь к мятежу и другие воинские части, отправил в Киев с прапорщиком А. Е. Мозалевским письмо с уведомлением о возмущении Черниговского полка майору 4-го корпуса А. Н. Крупенникову, который, по словам Кузьмина, тоже принадлежал к тайному обществу и мог оказать содействие восставшим.
3 января 1826 года движение восставших было остановлено картечными залпами отряда правительственных войск. Раненный Кузьмин был задержан вместе с другими офицерами полка и спустя несколько часов, находясь под стражей, застрелился из спрятанного при обыске пистолета, заранее решив не сдаваться на милость победителям.
Похоронен вблизи деревни Трилесы в общей могиле с убитым М. А. Щепилло и тоже застрелившимся младшим братом Муравьёвых-Апостолов — Ипполитом.

### Приговор
В «Алфавите» А. Д. Боровкова отмечено, что Кузьмин поручик, командир 5-й мушкетерской роты «застрелился при усмирении Черниговского пехотного полка, в мятеже которого участвовал… По сентенции Военного суда, высочайше конфирмованной, велено прибить имя его к виселице».
Оставшиеся в живых товарищи Кузьмина, офицеры — участники восстания Черниговского полка Соловьёв, Сухинов и Мозалевский, признанные по заключению Аудиториатского департамента Главного штаба Его Императорского Величества от 10 июля 1826 года подлежащими смертной казни, но по высочайшей конфирмации 12 июля 1826 года заменённой на лишение чинов и дворянства и вечную ссылку на каторгу в Сибирь, 23 августа 1826 года были проведены перед строем солдат вокруг символической виселицы, установленной на площади в Василькове. К основанию виселицы была прибита («к вечному их посрамлению») доска с надписью: «Повешены», а в другой строке — «Кузьмин, Щепилло и Ипполит Муравьёв».

## Образ в кино
- «Союз спасения» — актёр Антон Феоктистов.